# Feliks Dzerzjinski

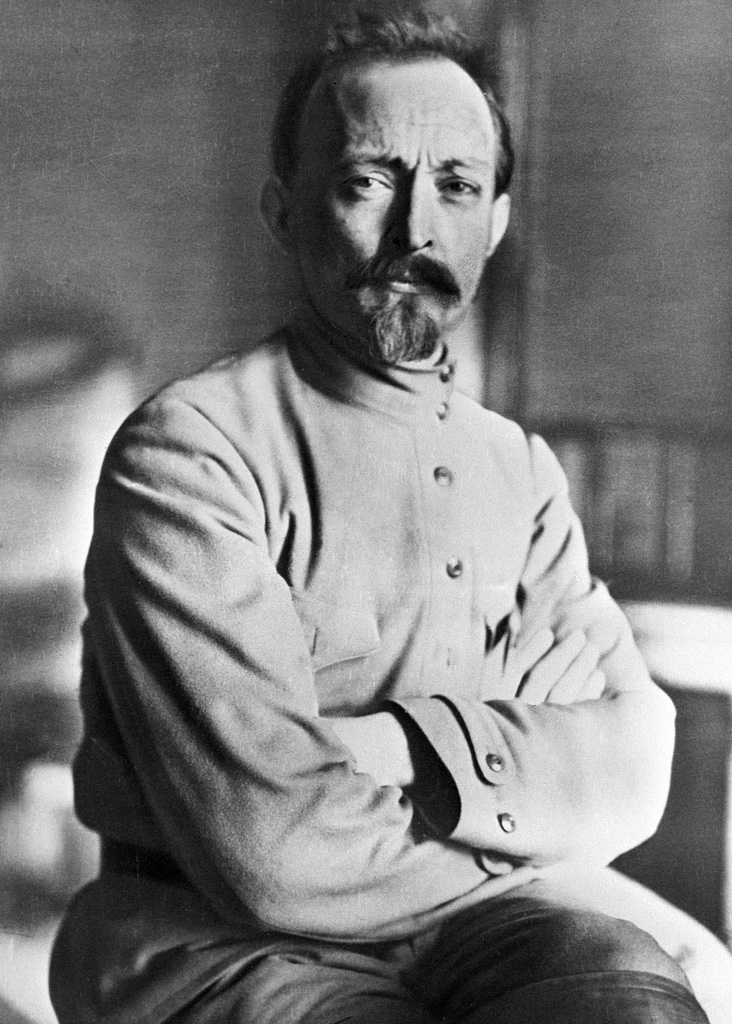
Dzerzjinski (1918)

Feliks Edmoendovitsj Dzerzjinski (Pools: Feliks Dzierżyński; Russisch: Феликс Эдмундович Дзержинский) (Kojdanów, 11 september 1877 - Moskou 20 juli 1926), ook wel "IJzeren Felix" genaamd, was een Russisch revolutionair van Pools-adellijke afkomst. Hij was oprichter van de Tsjeka, de eerste bolsjewistische geheime dienst.

## Biografie
Feliks Dzerzjinski werd geboren op 11 september 1877 (30 augustus volgens Juliaanse kalender) op het landgoed Oziembłowo (later: Dzierżynowo) in het Poolse Kojdanów (thans het Wit-Russische Dzjarzjynsk) bij Minsk. Hij werd van school gestuurd wegens zijn revolutionaire activiteiten. In 1900 was hij, tezamen met Rosa Luxemburg een van de oprichters van de revolutionaire Sociaaldemocratische Partij van het Koninkrijk Polen en Litouwen. Tweemaal werd hij naar Siberië gezonden, maar beide malen ontsnapte hij.

## Standbeelden
Zijn standbeeld stond voor de "Loebjanka", het hoofdkwartier van de KGB in Moskou, genoemd naar het plein waar het stond. Na het mislukken van de staatsgreep tegen Gorbatsjov, in augustus 1991, werd dit standbeeld door een woedende menigte met behulp van een kraan omver gehaald en overgebracht naar het kerkhof voor gevallen sovjetmonumenten bij het Centrale Huis voor Kunstenaars. In 2002 stelde burgemeester Joeri Loezjkov voor om het beeld weer op zijn oude plaats terug te zetten, maar door grote tegenstand onder de liberalen en het Kremlin werd dit niet ten uitvoer gebracht. Een kleinere buste van Dzerzjinski werd evenwel in november 2005 geplaatst op de binnenplaats van het hoofdkantoor van politie in Moskou.
Reeds in 1989 was zijn standbeeld op het Plac Bankowy in Warschau omver gehaald. Zijn standbeelden in Wit-Rusland staan nog overeind.
- Bibsys: 90163262
- Bibliothèque nationale de France: cb120016788 (data)
- CiNii: DA05032616
- Gemeinsame Normdatei: 118527584
- International Standard Name Identifier: 0000 0003 6855 7473
- Library of Congress Control Number: n50030197
- Nationale Bibliotheek van Letland: 000158671
- Nationale Bibliotheek van Tsjechië: jn19990210188
- Nationale bibliotheek van Australië: 35765702
- Nationale Bibliotheek van Israël: 987007279753905171
- Nationale Bibliotheek van Polen: a0000001186611
- Nationale en Universitaire bibliotheek Zagreb: 000538025
- Nederlandse Thesaurus van Auteursnamen: 070463271
- Réseau des bibliothèques de Suisse occidentale: 02-A013495556
- LIBRIS: 184265
- SNAC: w6bz732c
- Système universitaire de documentation: 031044891
- Trove: 1077436
- Virtual International Authority File: 76370202
- WorldCat: E39PBJtxmxp8MMMWHyMd3kpgKd